# 小行星19434
小行星19434（19434 Bahuffman）是一颗绕太阳运转的小行星，为主小行星带小行星。该小行星于1998年3月24日发现。

## 轨道参数
小行星19434的轨道半长轴为2.5756975 UA，离心率为0.116。